# 克劳汀·盖因·德·唐森

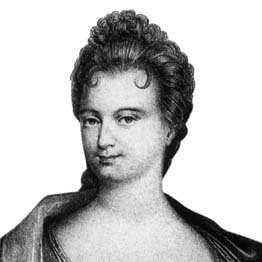
克劳汀·盖因·德·唐森

克劳汀·亚历桑德琳·盖因·德·唐森(Claudine Alexandrine Guérin de Tencin) (1682年—1749年12月4日) 法國女作家及文學事業贊助人。她與著名作家及政界人物過往甚密，從而成為18世紀社會知名人士。
唐森生于法国东部阿尔卑斯山区的格勒诺布尔，父亲曾是议会的议长。克劳汀在她的父母愿望下自幼即當修女，戴上了面纱，但打破了她誓愿和成功，1714年教皇克莱蒙十一世正式获准她为从俗。